# 앤절라 베티스
앤절라 베티스(Angela Bettis, 1973년 1월 9일 ~ )는 미국의 배우, 영화 제작자, 영화 감독이다.

## 출연 작품
- 아워 리틀 시크릿 (2017)
- 레그스 (2015)
- ABC 오브 데쓰 (2012)
- 더 워먼 (2011)
- 드론(영어판) (2010)
- 올 마이 프렌즈 알 퓨너럴 싱어스 (2010)
- 블루 라이크 유 (2008)
- 위키드 레이크 (2008)
- 웬 이즈 투모로우 (2007)
- 로만 (2006)
- 더 우즈 (2006)
- 마스터즈 오브 호러 에피소드 10 - 식 걸 (2006)
- 덱스터 시즌1 (2006)
- 더 써클 (2005)
- 툴박스 머더 (2004)
- 캐리 (2002)
- 피플 아 데드 (2002)
- 해안선 (2002)
- 메이 (2002)
- 퍼퓸 (2001)
- 블레스 더 차일드 (2000)
- CSI 라스베가스 시즌1 (2000)
- 처음 만나는 자유 (1999)
- 스패로우 (1993)